# Pteromalus gryneus
Pteromalus gryneus är en stekelart som beskrevs av Walker 1842. Pteromalus gryneus ingår i släktet Pteromalus och familjen puppglanssteklar. Inga underarter finns listade i Catalogue of Life.